# 8. prosinec
8. prosinec je 342. den roku podle gregoriánského kalendáře (343. v přestupném roce).
Do konce roku zbývá 23 dní.

## Události

### Svět
- 1792 – Henry Laurens byl první člověk v USA, jehož tělo bylo spáleno v krematoriu.
- 1864 – Papež Pius IX. vydal protimodernistickou encykliku Quanta cura a spolu s ní Syllabus omylů.
- 1869 – Začal první vatikánský koncil.
- 1941
  - Druhá světová válka: USA, Čína a Nizozemsko vyhlásili válku Japonsku po jeho útoku na Pearl Harbor.
  - Druhá světová válka: Japonsko napadlo britskou kolonii Hongkong.
  - Zřízen vyhlazovací tábor Chełmno (Kulmhof).
- 1980 – V New Yorku byl zastřelen hudebník John Lennon.
- 1991 – Setkání ruských, ukrajinských a běloruských představitelů, kteří se dohodli na vytvoření nové organizace – Společenství nezávislých států.
- 2004
  - Oranžová revoluce: Opozice ukončila protesty na náměstí Nezávislosti v Kyjevě i v dalších městech. Zrušila také blokády vládních budov.
  - V peruánském městě Cuzco byla podepsána deklarace o vytvoření Unie jihoamerických národů (South American Community of Nations).
- 2013 – Metalová skupina Metallica odehrála koncert na polární stanici Base Carlini na Antarktidě a stala se tak první hudební skupinou v historii, která vystoupila naživo na všech kontinentech.

## Narození

### Česko

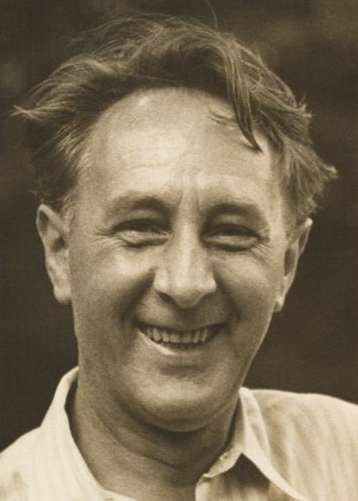
Bohuslav Martinů (* 1890)

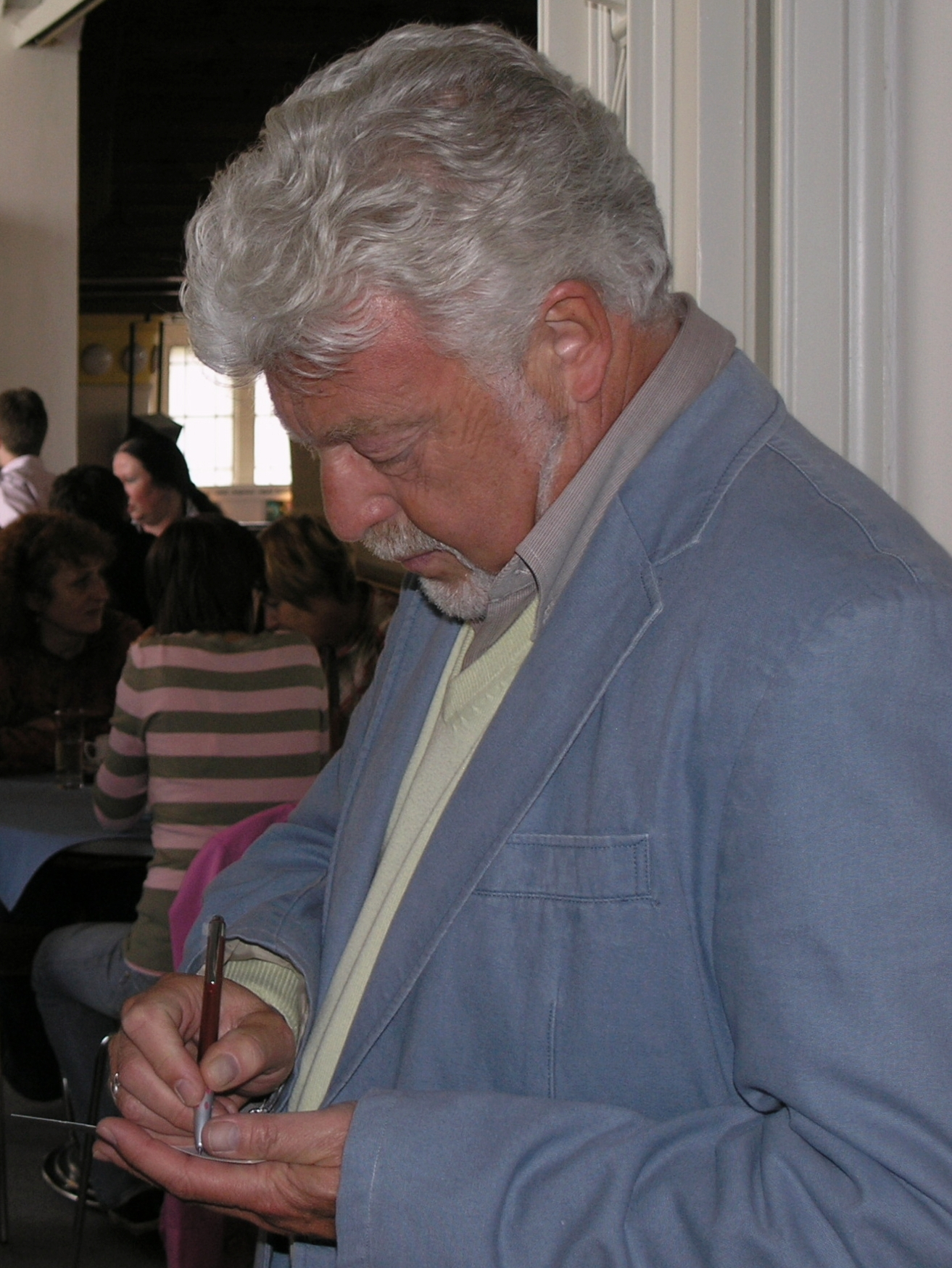
Milan Drobný (* 1944)

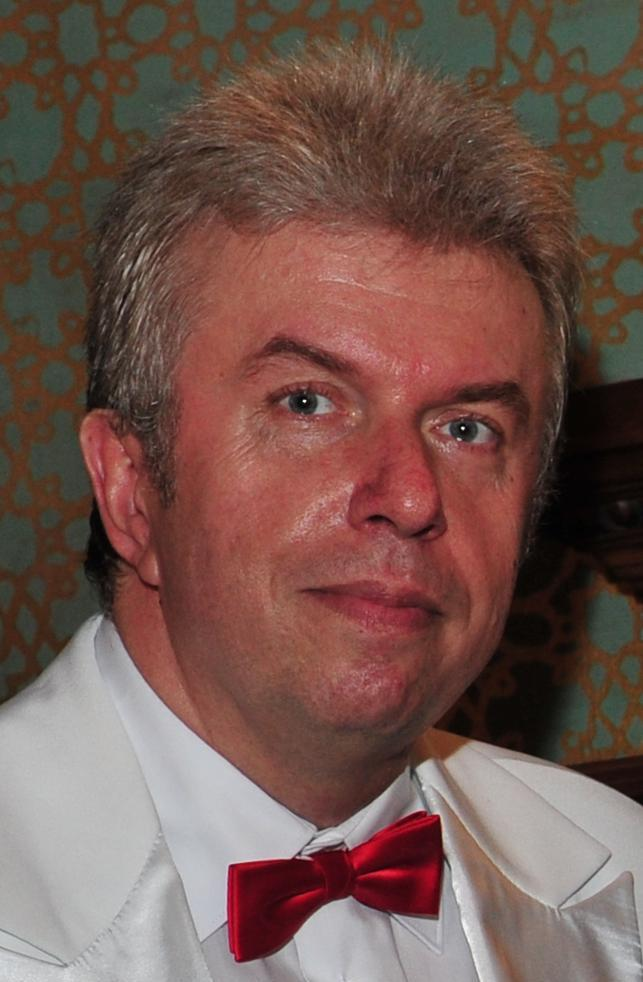
Jaroslav Svěcený (* 1960)

- 1731 – František Xaver Dušek, hudební skladatel († 12. února 1799)
- 1757 – Alois Martin David, německo-český kněz, astronom a kartograf († 22. února 1836)
- 1791 – Václav Alois Svoboda, básník a překladatel († 8. ledna 1849)
- 1825 – Gabriela Hatzfeldová, hraběnka z Ditrichštejna († 24. prosince 1909)
- 1835 – Jan Bohumil Ceyp z Peclinovce, psychiatr a básník († 23. srpna 1879)
- 1841 – František Niklfeld, poslanec Českého zemského sněmu a starosta Přibyslavi († 18. ledna 1915)
- 1844 – Vojtěch Frič český právník a politik († 12. října 1918)
- 1852 – Joseph Maria Koudelka, americký biskup českého původu († 24. června 1921)
- 1857 – Eduard Brzorád, český politik († 18. listopadu 1903)
- 1861
  - Antonín Turek, architekt († 30. září 1916)
  - Johann Ulrich, sedmý moravskoostravský starosta († 7. září 1920)
- 1862 – Vojtěch Rakous, český židovský spisovatel († 8. srpna 1935)
- 1869 – Marie Gebauerová, česká spisovatelka († 7. ledna 1928)
- 1870
  - Jaroslav Preiss, ekonom, bankéř a politik († 29. dubna 1946)
  - Ladislav Bradáč, hudební skladatel († 4. října 1897)
- 1875 – Anna Chlebounová, československý politik († 18. března 1946)
- 1877 – Eduard Marhula, skladatel a varhaník († 6. května 1925)
- 1881 – Ferdinand Heidler, čs. ministr obchodu († 3. listopadu 1928)
- 1885 – Marie Janků-Sandtnerová, učitelka, autorka kuchařských příruček († 21. února 1946)
- 1890
  - Bohuslav Martinů, skladatel († 28. srpna 1959)
  - Karel Nový, spisovatel († 23. listopadu 1980)
- 1898 – František Hradil, hudební skladatel, kritik, pedagog a publicista. († 29. srpna 1980)
- 1899 – Drahomíra Stránská, československá etnografka a pedagožka († 24. srpna 1964)
- 1913 – Zdeněk Koubek, atlet a ragbista († 12. června 1986)
- 1921 – Zdenka Sojková, literární historička († 12. března 2014)
- 1922 – Josef Rybička, hlasový pedagog († 25. března 2015)
- 1925 – Ladislav Křivský, astronom a meteorolog († 24. dubna 2007)
- 1928 – Eva Tauchenová, herečka († 1. března 2008)
- 1929 – Božena Kuklová-Jíšová, spisovatelka, básnířka a politická vězeňkyně
- 1930 – Zdenka Heřmanová, sinoložka
- 1931 – Rudolf Komorous, fagotista a hudební skladatel žijící v Kanadě
- 1932 – Naděžda Munzarová, česká herečka, loutkoherečka a animátorka
- 1935 – Jaroslav Souček, český operní pěvec (barytonista) († 2. ledna 2006)
- 1940 – Zdeněk Hess, herec
- 1943 – Jan Klíma, český historik
- 1944 – Milan Drobný, český zpěvák a producent
- 1945 – Lubomír Hrouda, botanik
- 1946
  - Jaroslav Malý, český politik, lékař a vysokoškolský pedagog
  - Hana Orgoníková, česká politička († 5. června 2014)
- 1952 – Jarmila Krynická, česká malířka
- 1960 – Jaroslav Svěcený, významný houslový virtuóz
- 1972 – Pavel Vostřák, hokejista
- 1989 – Lucie Myslivečková, krasobruslařka
- 1992 – Marek Bárta, diskař
- 1997 – Patrik Indra, volejbalista

### Svět

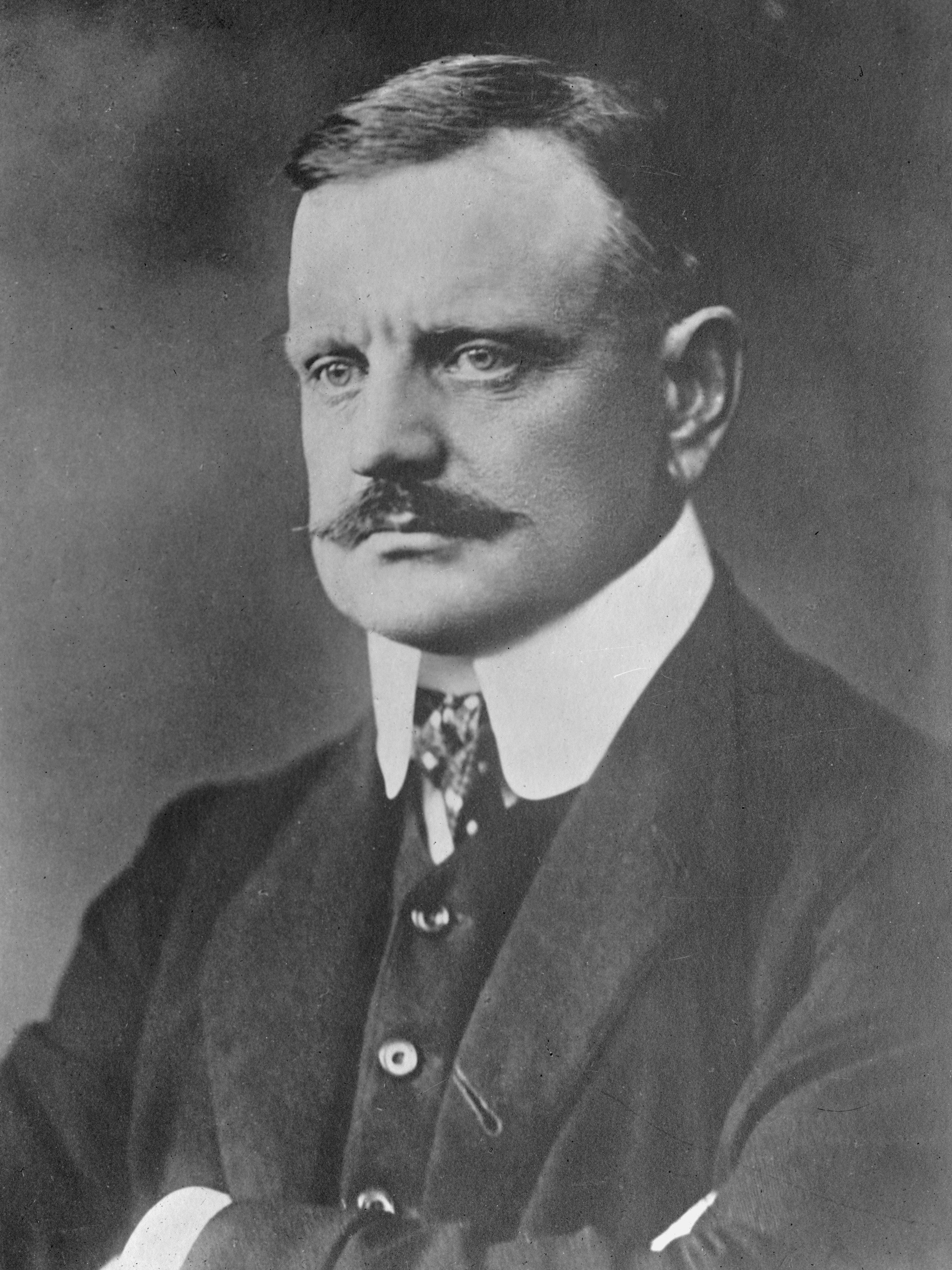
Jean Sibelius (* 1865)

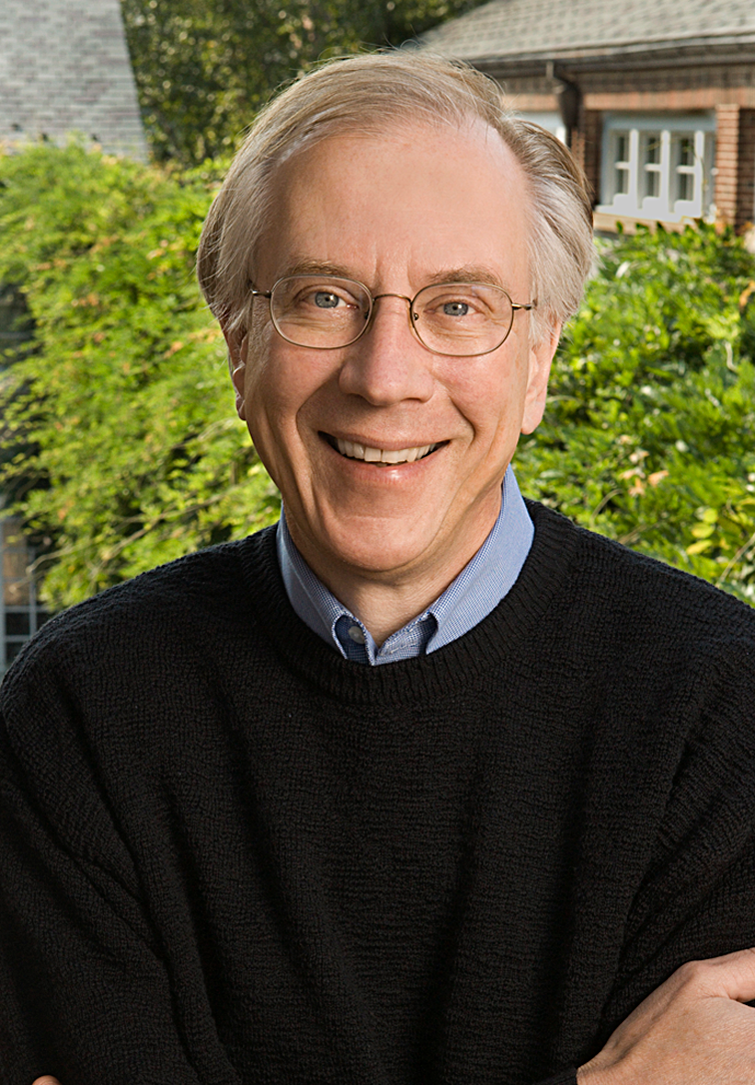
Thomas Robert Cech (* 1947)

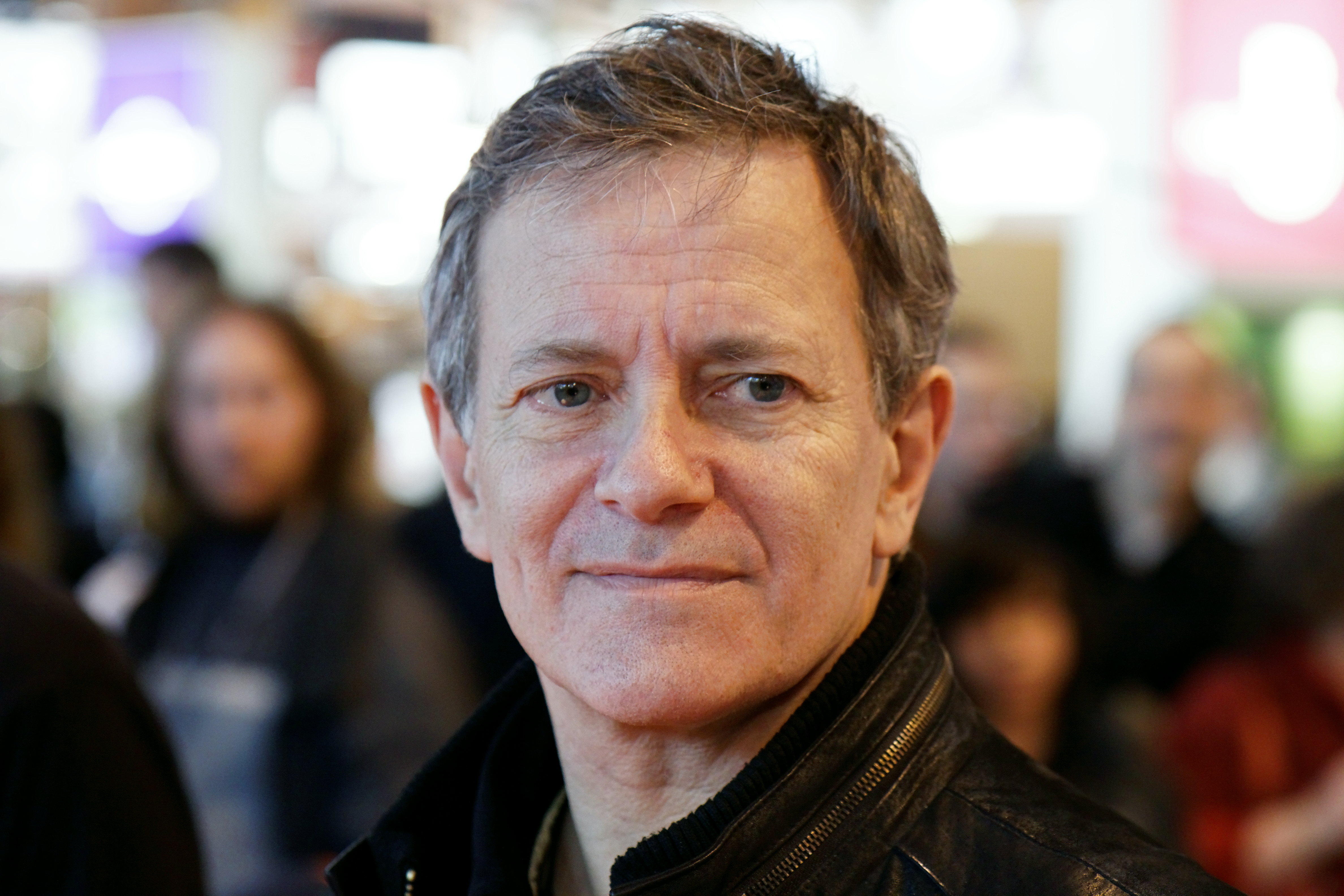
Francis Huster (* 1947)

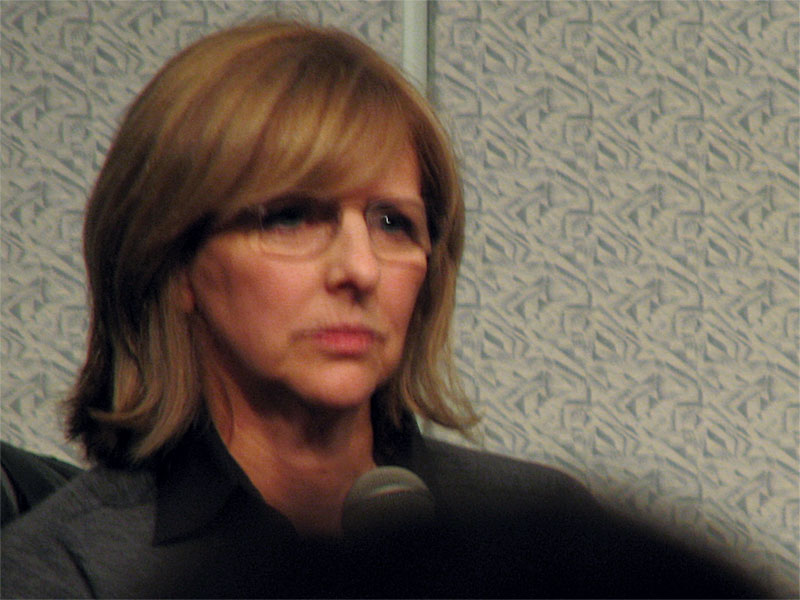
Nancy Meyersová (* 1949)

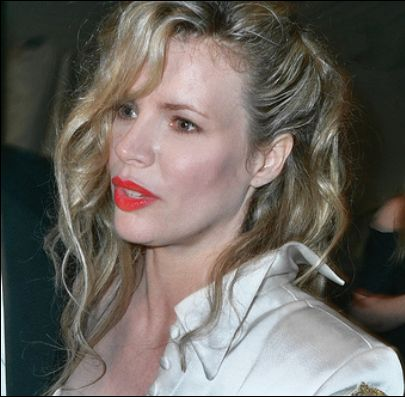
Kim Basinger (* 1953)

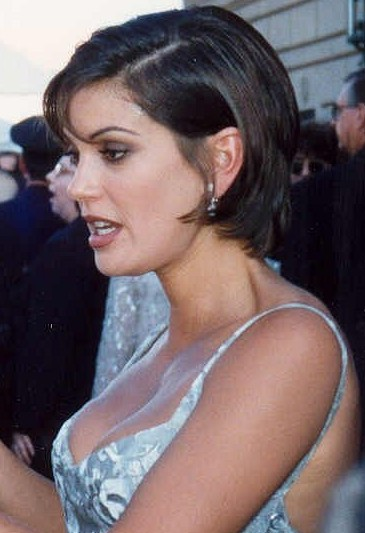
Teri Hatcherová (* 1964)

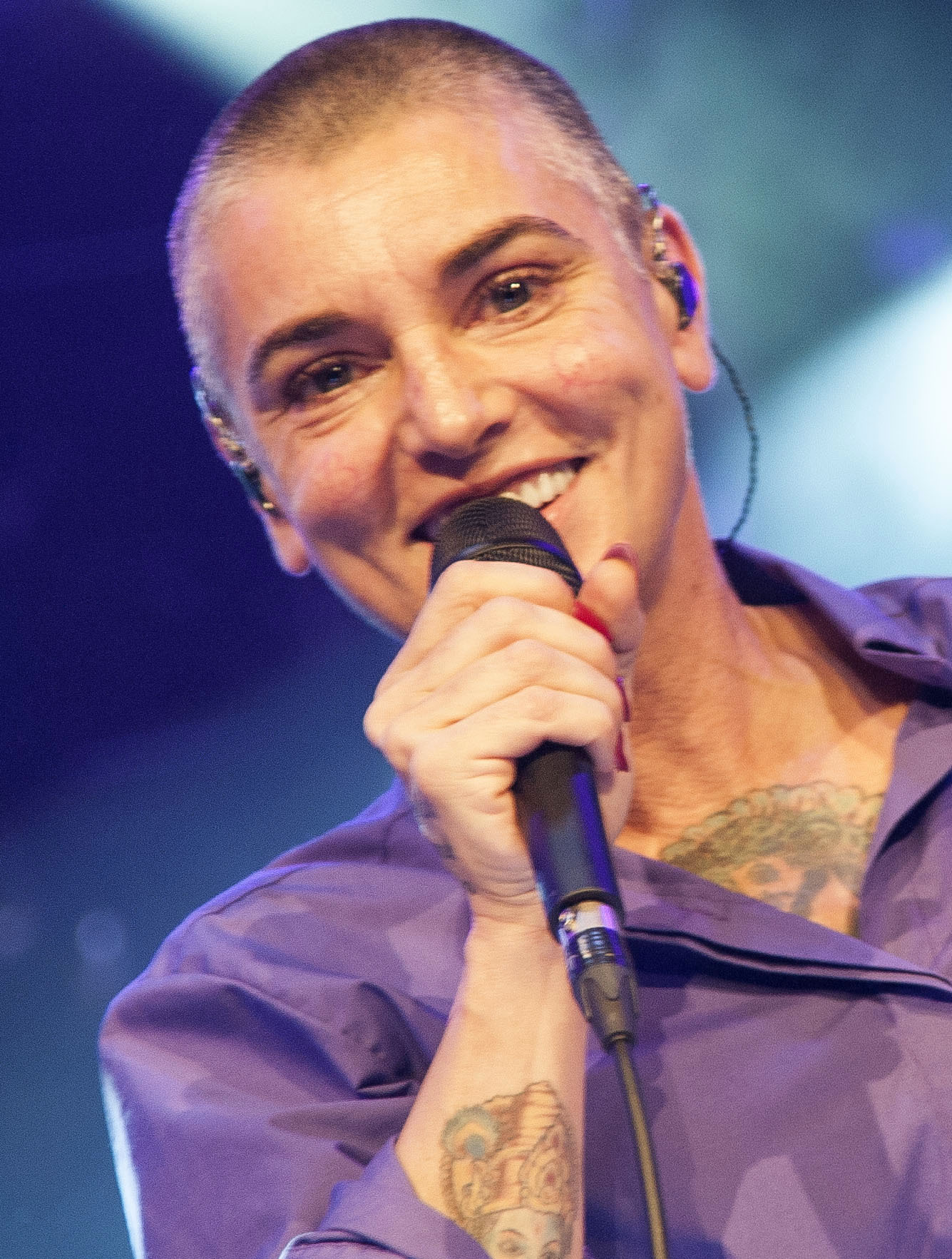
Sinéad O'Connor (* 1966)

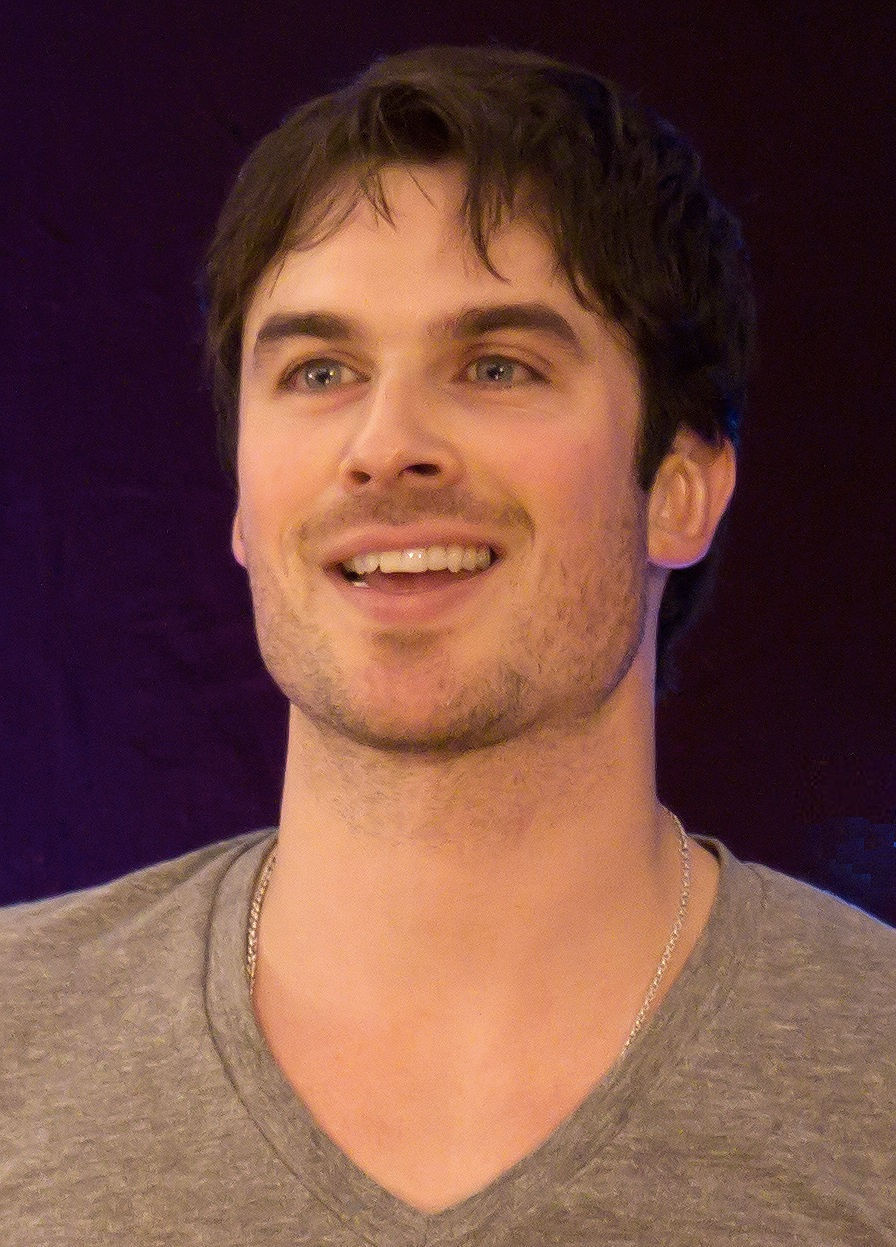
Ian Somerhalder (* 1978)

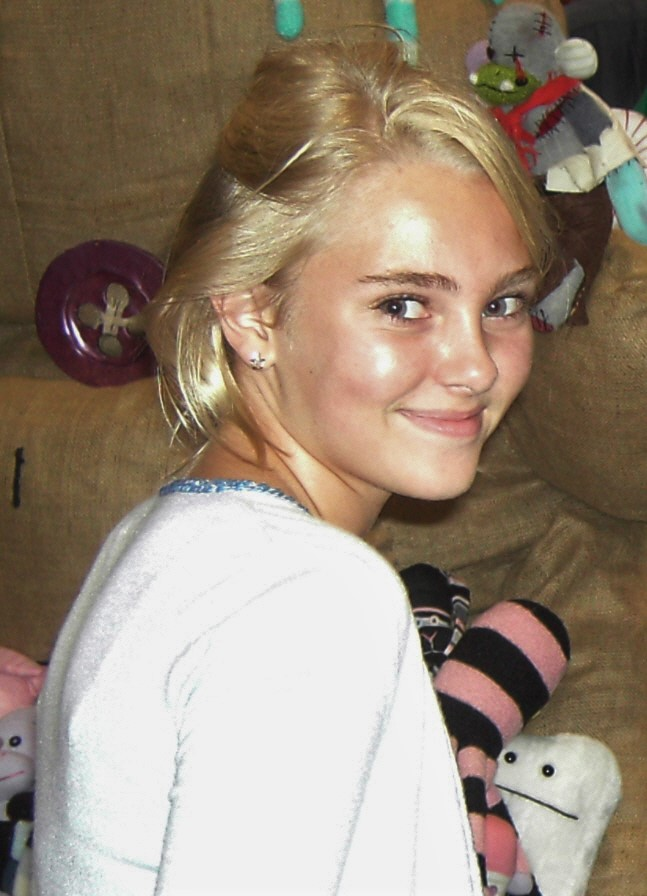
AnnaSophia Robbová (* 1993)

- 0065 př. n. l. – Quintus Horatius Flaccus, římský básník († 27. listopadu 8 př. n. l.)
- 1021 – Wang An-š', čínský filozof, básník, ekonom, státník, reformátor a kancléř za vlády dynastie Sung († 21. května 1086)
- 1542 – Marie Stuartovna, skotská panovnice († 8. února 1587)
- 1574 – Marie Anna Bavorská, rakouská arcivévodkyně († 8. března 1616)
- 1699 – Marie Josefa Habsburská, saská kurfiřtka a polská královna jako manželka Augusta III. († 17. listopadu 1757)
- 1701 – Anders Celsius, švédský astronom a fyzik, autor Celsiovy stupnice († 6. května 1744)
- 1708 – František I. Štěpán Lotrinský, manžel Marie Terezie a císař Svaté říše římské († 18. srpna 1765)
- 1723 – Paul Heinrich Dietrich von Holbach, francouzský filozof († 21. ledna 1789)
- 1730
  - Jan Ingenhousz, nizozemský fyziolog, botanik a fyzik († 7. září 1799)
  - Johann Hedwig, německý botanik († 18. února 1799)
- 1756 – Maxmilián František Habsbursko-Lotrinský, rakouský arcivévoda, velmistr Řádu německých rytířů a münsterský biskup († 26. července 1801)
- 1765 – Eli Whitney, americký vynálezce († 8. ledna 1825)
- 1813 – Blahoslavený Adolph Kolping, německý katolický kněz a sociální reformátor († 4. prosince 1865)
- 1815 – Adolf von Menzel, německý malíř († 9. února 1905)
- 1826 – Silvestro Lega, italský malíř († 21. listopadu 1895)
- 1832 – Bjørnstjerne Bjørnson, norský kriticko-realistický prozaik, dramatik, básník a publicista, nositel Nobelovy ceny († 26. dubna 1910)
- 1837
  - Louis Ducos du Hauron, francouzský fotograf († 31. srpna 1920)
  - Ilja Čavčavadze, gruzínský spisovatel a politik († 12. září 1907)
- 1839 – Théodule-Armand Ribot, francouzský psycholog († 9. prosince 1916)
- 1842 – Alphonse Louis Nicolas Borrelly, francouzský astronom († 28. února 1926)
- 1844 – Jozef Bahéry, slovenský hudební skladatel († 12. března 1931)
- 1850 – Luigi Nono, italský malíř († 17. října 1918)
- 1855 – Josef Šprincak, izraelský politik a první předseda Knesetu († 28. ledna 1959)
- 1861
  - Georges Méliès, francouzský filmový režisér († 21. ledna 1938)
  - Aristide Maillol, francouzský sochař a malíř († 27. září 1944)
- 1862 – Georges Feydeau, francouzský dramatik († 5. června 1921)
- 1864 – Camille Claudelová, francouzská sochařka a grafička († 19. října 1943)
- 1865
  - Rüdiger von der Goltz, německý generál († 4. listopadu 1946)
  - Jacques Hadamard, francouzský matematik († 17. října 1963)
  - Jean Sibelius, finský skladatel († 20. září 1957)
- 1872 – Giuseppe Merosi, italský automobilový konstruktér († 27. března 1956)
- 1876 – Oľga Paulinyová, slovenská spisovatelka († 26. července 1960)
- 1878 – Walter Heitz, německý generál Wehrmachtu († 2. února 1944)
- 1880
  - Johannes Aavik, estonský jazykovědec († 18. března 1973)
  - David Bedell-Sivright, skotský ragbista († 5. září 1915)
- 1882 – Manuel María Ponce, mexický skladatel a klavírista († 24. dubna 1948)
- 1886 – Diego Rivera, mexický malíř († 24. listopadu 1957)
- 1894 – James Thurber, americký spisovatel († 2. listopadu 1961)
- 1899
  - Siegfried Günter, německý letecký konstruktér († 20. června 1969)
  - Walter Günter, německý letecký konstruktér († 21. září 1937)
- 1902 – Andrej Lvovič Kursanov, sovětský fyziolog a biochemik († 20. září 1999)
- 1910
  - Katalin Karády, maďarská herečka a zpěvačka († 8. února 1990)
  - Heinrich Bacht, německý teolog († 25. ledna 1986)
- 1913 – Delmore Schwartz, americký básník († 11. července 1966)
- 1914 – Imrich Kružliak, slovenský publicista, historik, překladatel a básník († 1. února 2019)
- 1916 – Richard Fleischer, americký režisér († 25. března 2006)
- 1918 – Hans Børli, norský básník a spisovatel († 26. srpna 1989)
- 1922 – Lucian Freud, anglický malíř († 20. července 2011)
- 1922 – Jean Ritchie, americká písničkářka († 1. června 2015)
- 1925
  - Arnaldo Forlani, premiér Itálie († 6. července 2023)
  - Sammy Davis mladší, americký zpěvák, herec a tanečník († 16. května 1990)
- 1926 – Joachim Fest, německý historik a žurnalista († 11. září 2006)
- 1927
  - Niklas Luhmann, německý filozof a sociolog († 6. listopadu 1998)
  - Vladimir Šatalov, sovětský kosmonaut († 15. června 2021)
- 1928
  - Jimmy Smith, americký hráč na Hammondovy varhany († 8. února 2005)
  - Ulric Neisser, americký psycholog († 17. února 2012)
- 1929 – Pavol Haspra, slovenský divadelní a televizní režisér († 27. března 2004)
- 1930
  - John Morressy, americký spisovatel fantasy a sci-fi († 20. března 2006)
  - Maximilian Schell, rakouský herec a režisér († 1. února 2014)
- 1932 – Eusébio Oscar Scheid, brazilský kardinál († 13. ledna 2021)
- 1935 – Michael Kahn, americký filmový producent a střihač
- 1936 – David Carradine, americký herec († 3. června 2009)
- 1938
  - Čhögjal Namkhai Norbu, učitel Dzogčhenu († 28. září 2018)
  - František Gregor, slovenský hokejista, československý reprezentant († 10. března 2013)
  - John Agyekum Kufuor, prezident Ghany
- 1939 – James Galway, severoirský flétnista
- 1943
  - Jim Morrison, frontman skupiny The Doors († 3. července 1971)
  - Mary Woronov, americká herečka a spisovatelka
- 1944 – Mike Botts, americký bubeník († 9. prosince 2005)
- 1945 – John Banville, irský spisovatel, dramatik a scenárista
- 1947
  - Thomas R. Cech, americký chemik, nositel Nobelovy ceny
  - Gregg Allman, americký hudebník († 27. května 2017)
  - Francis Huster, francouzský herec a režisér
- 1948 – Luís Angel Caffarelli, argentinský matematik
- 1949
  - Marian Jeliński, kašubský překladatel a spisovatel
  - Nancy Meyers, americká filmová scenáristka, režisérka a producentka
  - Robert Sternberg, americký psycholog
- 1950 – Dan Hartman, americký zpěvák, skladatel a hudební producent († 22. března 1994)
- 1952 – Ric Sanders, britský houslista
- 1953
  - Kim Basinger, americká herečka
  - Norman Finkelstein, americký politolog a spisovatel
  - Władysław Kozakiewicz, polský olympijský vítěz ve skoku o tyči.
- 1954
  - Louis de Bernières, britský prozaik
  - Richard Kearney, irský filozof, spisovatel a vysokoškolský pedagog
- 1955 – Nathan East, americký kontrabasista a baskytarista
- 1956
  - Warren Cuccurullo, americký hudebník
  - Andrius Kubilius, předseda vlády Litevské republiky
- 1957
  - Michail Kasjanov, premiér Ruska
  - Phil Collen, britský kytarista, člen skupiny Def Leppard
- 1959 – Barbara Buchholz, německá hudebnice a hráčka na theremin († 10. dubna 2012)
- 1964 – Teri Hatcherová, americká herečka
- 1965
  - Easy Mo Bee, americký hudební producent
  - David Harewood, britský herec
- 1966 – Sinéad O'Connor, irská zpěvačka († 26. července 2023)
- 1967 – Máhir al-Asad, syrský vojenský velitel
- 1973 – Corey Taylor, americký zpěvák (Slipknot, Stone Sour)
- 1977
  - Matthias Schoenaerts, belgický herec
  - Sébastien Chabal, francouzský ragbista
- 1978 – Ian Somerhalder, americký herec a producent
- 1979 – Ingrid Michaelson, americká zpěvačka a skladatelka
- 1980 – Rodrigo Capó Ortega, uruguayský ragbista
- 1982
  - Hamit Altıntop, turecký fotbalista
  - Nicki Minaj, americká zpěvačka a rapperka
  - Raquel Atawová, americká tenistka
  - DeeDee Trotterová, americká běžkyně
- 1984 – Emma Greenová, švédská atletka, skokanka do výšky
- 1985
  - Maxim Tomilov, ruský horolezec
  - Dwight Howard, americký basketbalista
- 1989
  - Alonso Edward, panamský atlet
  - Drew Doughty, kanadský hokejista
  - Jen Ledger, americká bubenice a zpěvačka
- 1993
  - AnnaSophia Robbová, americká herečka
  - Matthew Holmes, britský silniční cyklista
- 1994 – Raheem Sterling, anglický fotbalista

## Úmrtí

### Česko

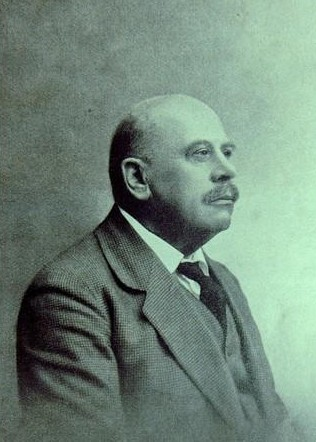
Wenzel Franz Jäger († 1928)

- 1365 – Mikuláš II. Opavský, opavský a ratibořský vévoda (* 1288)
- 1613 – Adam Zalužanský ze Zalužan, český lékař, lékárník, botanik a pedagog (* 1555)
- 1868 – Adolf Zdrazila, slezský malíř († 23. května 1942)
- 1880 – Josef Jindřich Řezníček, obrozenecký spisovatel, překladatel a dramatik (* 1. května 1823)
- 1889 – Jan Oertl, český violoncellista (* 1827)
- 1904 – František Pravda, katolický kněz, povídkář, básník (* 17. dubna 1817)
- 1913 – František Koláček, matematik a fyzik (* 9. října 1851)
- 1928 – Wenzel Franz Jäger, německo-český malíř, krajinář (* 4. dubna 1861)
- 1937 – Viktor Tietz, český šachista německé národnosti (* 13. ledna 1859)
- 1956 – Josef Procházka, klavírista a hudební skladatel (* 24. května 1874)
- 1959 – Oldřich Liska, český architekt, urbanista a výtvarný návrhář (* 17. dubna 1881)
- 1962 – Ferdinand Kraupner, kanovník Katedrální kapituly u sv. Štěpána v Litoměřicích (* 25. dubna 1878)
- 1987
  - Josef Vacke, malíř (* 18. července 1907)
  - Vladimír Tosek, publicista, překladatel a tlumočník (* 11. června 1919)
- 1989 – Emanuela Kittrichová, architektka, návrhářka bytového zařízení a publicistka (* 10. ledna 1909)
- 1999 – František Ipser, československý fotbalový reprezentant (* 16. srpna 1927)
- 2001
  - Miroslav Vlach, československý hokejový útočník (* 19. října 1935)
  - Oleg Homola, literární vědec, spisovatel a politik (* 31. ledna 1921)
  - Lumír Čivrný, básník a politik (* 3. srpna 1915)
  - Ladislav Zajíček, hudebník, novinář, spisovatel (* 21. června 1947)
- 2010 – Jiří Strejc, varhaník a hudební skladatel (* 17. dubna 1932)
- 2012
  - Karel Vaš, soudce a prokurátor vykonstruovaných komunistických soudních procesů (* 20. března 1916)
  - Vlastimil Luka, fotbalista a trenér (* 7. června 1920)
- 2019 – Eva Formánková, filosofka a překladatelka (* 5. ledna 1931)

### Svět

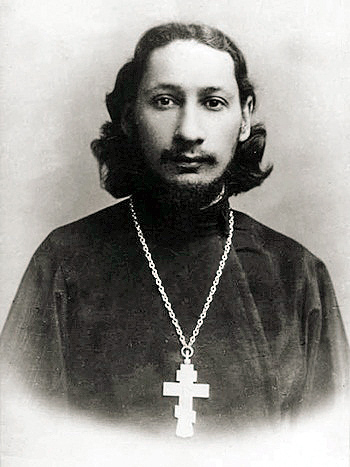
Pavel Florenskij († 1937)

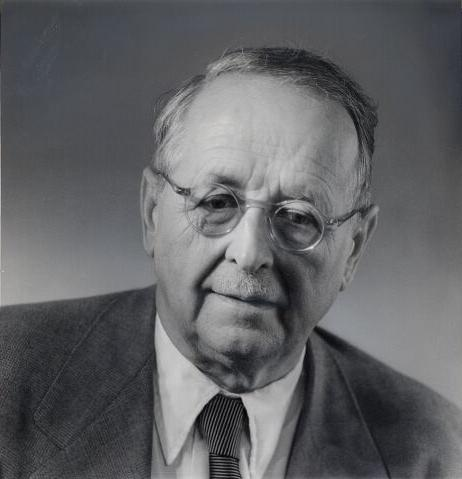
Hermann Weyl († 1955)

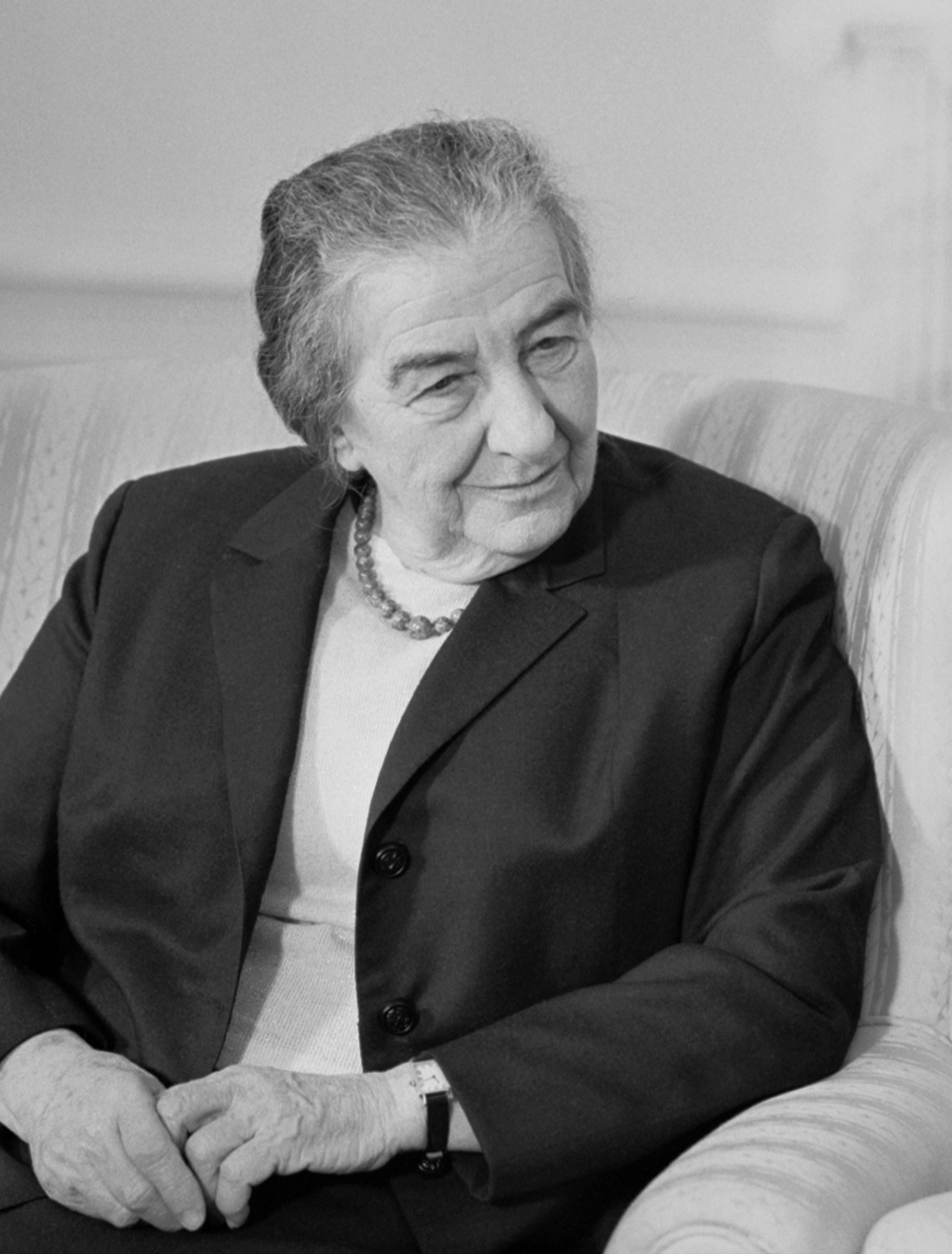
Golda Meirová († 1978)

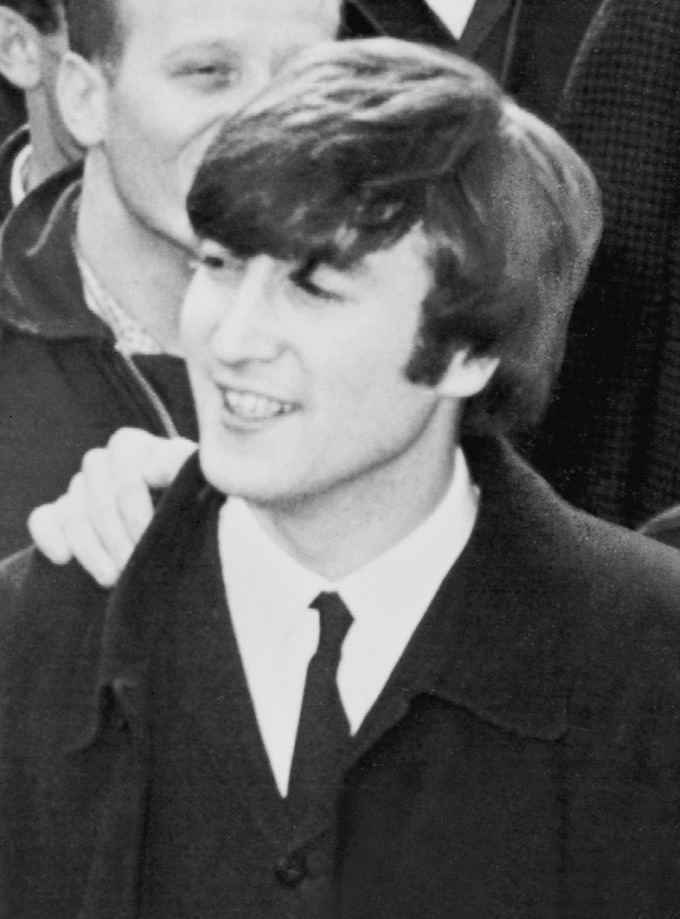
John Lennon († 1980)

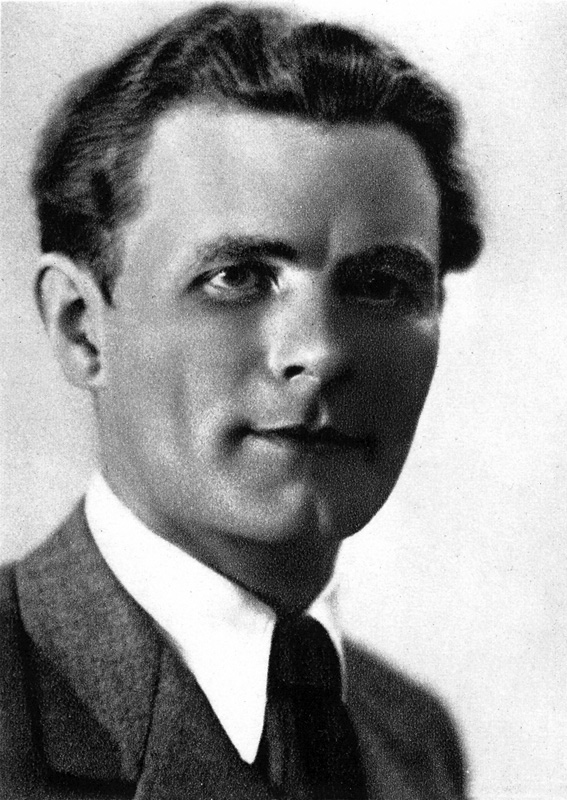
Ján Smrek († 1982)

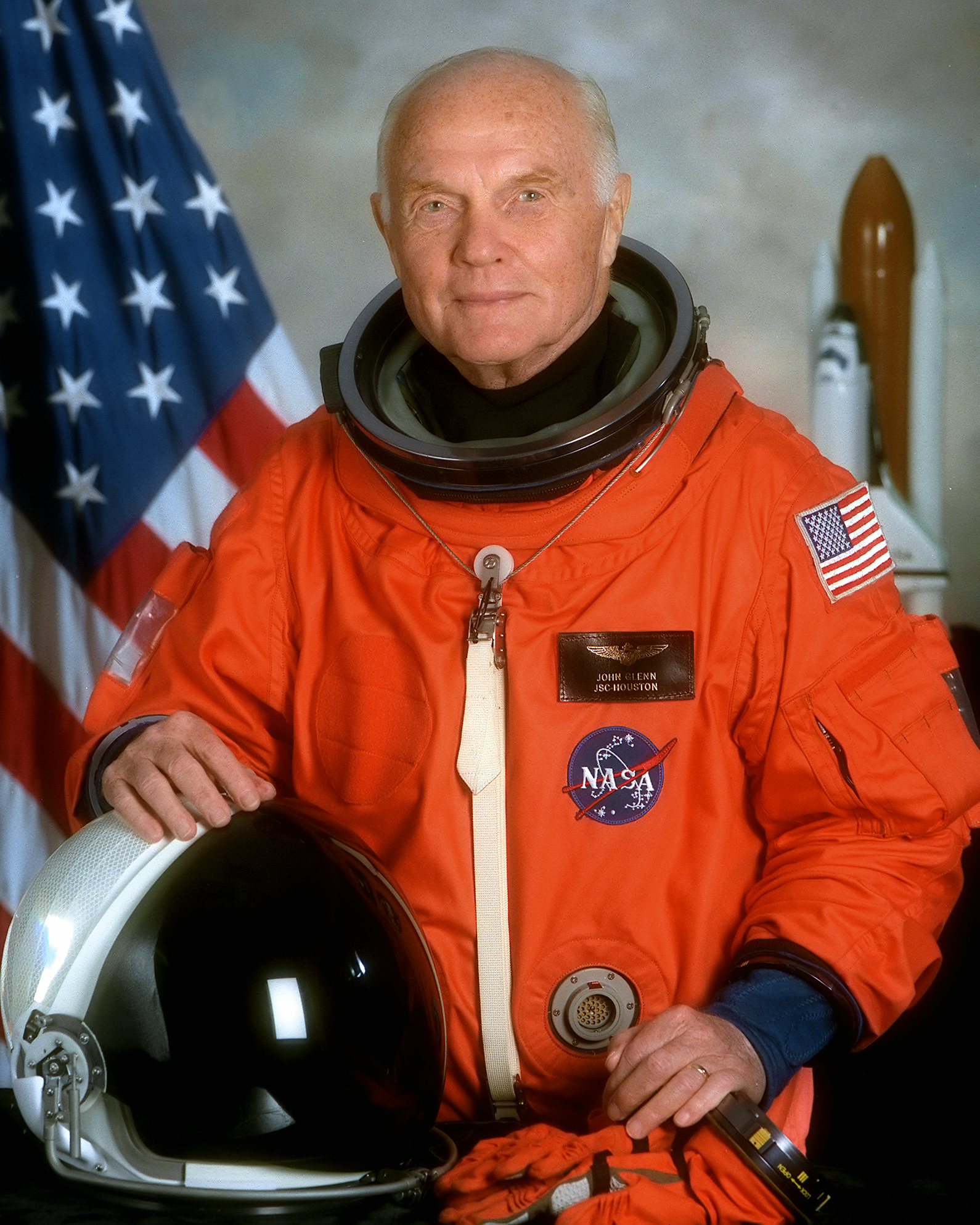
John Glenn († 2016)

- 0899 – Arnulf Korutanský, král východofranský a italský, vzdorocísař a vévoda bavorský a korutanský (* kolem 850)
- 1201 – Boleslav I. Vysoký, první slezský kníže z rodu Piastovců (* 1127)
- 1290 – Magnus III. Švédský, švédský jarl a král (* 1240)
- 1292 – John Peckham, teolog, matematik, básník, arcibiskup z Canterbury (* ? 1225)
- 1369 – Konrád Waldhauser, kazatel (* asi 1326)
- 1383 – Václav Lucemburský (Český), šlechtic a spisovatel (* 25. února 1337)
- 1521 – Kristina Saská, královna dánská, švédská a norská (* 24. září 1461)
- 1625 – Kristina Holštýnsko-Gottorpská, švédská královna (* 13. dubna 1573)
- 1632 – Philippe van Lansberge, holandský astronom (* 25. srpna 1561)
- 1638 – Ivan Gundulić, chorvatský barokní básník (* 8. ledna 1589)
- 1681 – Gerard ter Borch, holandský malíř (* 1617)
- 1709 – Thomas Corneille, francouzský dramatik (* 28. listopadu 1632)
- 1722 – Alžběta Šarlota Falcká, orleánská vévodkyně (* 27. května 1652)
- 1754 – Charlotte Cavendishová, markýza z Hartingtonu, anglická šlechtična (* 27. října 1731)
- 1768 – Jean Denis Attiret, francouzský jezuita a misionář (* 31. července 1702)
- 1793 – Madame du Barry, milenka Ludvíka XV. (* 19. srpna 1743)
- 1810 – Ange-François Fariau de Saint-Ange, francouzský básník a překladatel (* 13. října 1747)
- 1818
  - Karel Ludvík Fridrich Bádenský, bádenský velkovévoda (* 8. června 1786)
  - Johan Gottlieb Gahn, švédský chemik (* 19. srpna 1745)
- 1830 – Benjamin Constant, švýcarsko-francouzský politik, politický filozof a spisovatel (* 25. října 1767)
- 1859 – Thomas de Quincey, anglický romantický filozof a spisovatel (* 15. srpna 1785)
- 1864 – George Boole, anglický logik a matematik (* 2. listopadu 1815)
- 1869 – sv. Narcisa de Jesús Martillo y Morán, ekvádorská mystička (* 29. října 1832)
- 1880 – Michel Chasles, francouzský matematik a geometr (* 15. listopadu 1793)
- 1885 – Stephan von Jovanovič, rakouský vojenský velitel (* 5. ledna 1828)
- 1894
  - Anton von Hye, ministr spravedlnosti a ministr kultu a vyučování Předlitavska (* 26. května 1807)
  - Pafnutij Lvovič Čebyšev, ruský matematik (* 16. května 1821)
- 1899 – Max Lange, německý šachový mistr (* 7. srpna 1832)
- 1903 – Herbert Spencer, britský sociolog a filozof (* 27. dubna 1820)
- 1905 – Max Fleischer, rakouský architekt (* 29. března 1841)
- 1907 – Oskar II., švédský a norský král (* 21. ledna 1829)
- 1913 – Camille Jenatzy, belgický automobilový závodník (* 4. listopadu 1868)
- 1914 – Maximilian von Spee, německý admirál (* 22. června 1861)
- 1917 – Mendele Mocher Sforim, židovský spisovatel (* 2. ledna 1836)
- 1918 – Jindřich Larisch-Mönnich II., slezský šlechtic, průmyslník a uhlobaron (* 13. února 1850)
- 1932 – Gertrude Jekyll, britská zahradní architektka, spisovatelka (* 29. listopadu 1843)
- 1937 – Pavel Florenskij, ruský teolog, filozof, matematik a elektroinženýr (* 21. ledna 1882)
- 1945 – Alexander Siloti, ukrajinsko-americký klavírista, dirigent a hudební skladatel (* 9. října 1863)
- 1955 – Hermann Weyl, německý matematik, teoretický fyzik a filozof (* 9. listopadu 1885)
- 1956 – Jimmie Angel, americký letec a dobrodruh (* 1. srpna 1899)
- 1957 – Ferdo Kozak, slovinský spisovatel (* 18. října 1894)
- 1959 – Raffaele Pettazzoni, italský religionista, etnolog a historik náboženství (* 3. února 1883)
- 1971 – Bobby Jones, americký amatérský i profesionální golfista (* 7. dubna 1902)
- 1975 – Gary Thain, britský rockový baskytarista (* 15. května 1948)
- 1978
  - Edith Jacobsonová, německo-americká psychoanalytička (* 10. září 1897)
  - Golda Meirová, izraelská politička (* 3. května 1898)
- 1980 – John Lennon, člen skupiny The Beatles (* 9. října 1940)
- 1981 – Big Walter Horton, americký bluesový hráč na foukací harmoniku (* 6. dubna 1918)
- 1982
  - Ján Smrek, slovenský básník, spisovatel, redaktor, publicista, vydavatel a organizátor kulturního života (* 16. prosince 1898)
  - Marty Robbins, americký zpěvák a multinstrumentalista (* 16. září 1925)
- 1984
  - Walter Ciszek, americký jezuita polského původu, oběť komunismu (* 4. listopadu 1904)
  - Vladimir Nikolajevič Čelomej, sovětský raketový konstruktér (* 30. června 1914)
- 1985 – Jaroslav Šolc, slovenský odbojář a politik (* 2. dubna 1920)
- 1986
  - Ernst Biberstein, evangelický pastor, nacistický válečný zločinec (* 15. února 1899)
  - Hollywood Fats, americký kytarista (* 17. května 1954)
  - Anatolij Marčenko, ruský politický vězeň a spisovatel (* 23. ledna 1938)
- 1990 – Tadeusz Kantor, polský výtvarník, divadelní režisér (* 6. dubna 1915)
- 1991
  - Fjodor Konstantinov, sovětský marxisticko-leninský filozof (* 21. února 1901)
  - Buck Clayton, americký trumpetista (* 12. listopadu 1911)
- 1993 – Jevgenij Minajev, sovětský vzpěrač, olympijský vítěz (* 21. května 1933)
- 1994 – Antonio Carlos Jobim, brazilský kytarista a zakladatel bossa novy (* 25. ledna 1927)
- 1996 – Sergej Usačev, slovenský fyzik českého původu (* 15. prosince 1926)
- 1997 – Carlos Rafael Rodríguez, kubánský komunistický politik (* 23. května 1913)
- 2000 – Pavel Čalovka, slovenský autor krátkých dokumentárních filmů (* 6. dubna 1921)
- 2003 – Rubén González, kubánský pianista (* 26. května 1919)
- 2004 – Dimebag Darrell, kytarista kapel Pantera, Damageplan a Rebel Meets Rebel (* 20. srpna 1966)
- 2005 – Leo Scheffczyk, německý římskokatolický kněz, teolog, kardinál (* 21. února 1920)
- 2009 – Yosef Hayim Yerushalmi, americký historik (* 20. května 1932)
- 2011 – Gilbert Adair, skotský spisovatel, básník, filmový kritik, novinář a překladatel (* 29. prosince 1944)
- 2013 – John Cornforth, austrálský organický chemik, držitel Nobelovy ceny (* 7. září 1917)
- 2015 – John Trudell, americký zpěvák a aktivista (* 15. února 1946)
- 2016 – John Glenn, první americký astronaut na oběžné dráze kolem Země (* 18. července 1921)
- 2018 – Ljudmila Alexejevová, ruská historička, aktivistka na poli ochrany lidských práv (* 20. července 1927)
- 2019
  - Juice WRLD, americký rapper a zpěvák (* 2. prosince 1998)
  - Hirokazu Kanazawa, japonský instruktor Šótókan karate (* 3. května 1931)
  - René Auberjonois, americký herec a režisér (* 1. června 1940)
- 2021 – Robbie Shakespeare, jamajský hudebník (* 27. září 1953)
- 2023 – Ryan O'Neal, americký herec (* 20. dubna 1941)

## Svátky

### Česko
- Květoslava
- Teobald, Theobald, Tibold

### Svět
- Japonsko: Den Bodhi

Katolický kalendář
- Památka Neposkvrněného početí Panny Marie
- Svatý Eutychianus – 27. papež katolické církve († 7. prosince 283)
- Romarich z Remiremontu

| 8. prosinec v pražském KlementinuÚdaje jsou platné k 29. 4. 2025. | 8. prosinec v pražském KlementinuÚdaje jsou platné k 29. 4. 2025. | 8. prosinec v pražském KlementinuÚdaje jsou platné k 29. 4. 2025. |
| minimum                                                           | denní průměr                                                      | maximum                                                           |
| ----------------------------------------------------------------- | ----------------------------------------------------------------- | ----------------------------------------------------------------- |
| −21,0 °C (1875)                                                   | 1,8 °C (od 1961)                                                  | 13,4 °C (1914)                                                    |